# Gurjanopsis australis
Gurjanopsis australis är en kräftdjursart som beskrevs av Malyutina och Brandt 2007. Gurjanopsis australis ingår i släktet Gurjanopsis och familjen Munnopsidae. Inga underarter finns listade i Catalogue of Life.